# Museo Nikola Tesla
El Museo Nikola Tesla está dedicado a homenajear y mostrar la vida y obra del científico serbio Nikola Tesla. Se encuentra localizado en el área central de Belgrado, Serbia. Almacena más de 160.000 documentos originales, alrededor de dos mil libros y diarios, más de 1200 piezas técnicas históricas en exhibición, cerca de 1500 fotografías y placas fotográficas de objetos técnicos, instrumentos y aparatos originales, y aproximadamente mil planos y dibujos. El Archivo Nikola Tesla fue inscrito en el Programa Memoria del Mundo de la Unesco en 2003 por sus aportaciones decisivas a la historia de la electrificación del mundo y los futuros avances tecnológicos en esta área.

## Historia
El Museo Nikola Tesla está ubicado en un chalet residencial construido en 1927 de acuerdo a los diseños de Dragiša Brašovan, un distinguindo arquitecto serbio. La construcción fue usada para varios propósitos hasta el 5 de diciembre de 1952, cuando el Museo Nikola Tesla fue fundado de acuerdo a la decisión del Gobierno de la República Federativa Socialista de Yugoslavia. El contenido del museo fue enviado desde la ciudad de Nueva York a Belgrado, el 7 de septiembre de 1951, como resultado de esfuerzos de Sava Kosanovic, sobrino de Tesla y pariente más cercano, y su abogado, Philip Wittenberg
Pasaron alrededor de 60 años, una cantidad de papeles sufrieron daños por agua. Esto llevó a los historiadores a considerar como mal servicio el haber retirado las raíces de Tesla de los Estados Unidos. Con un renovado interés mundial en las obras de Tesla en las áreas de ingeniería mecánica e ingeniería eléctrica, se deseaba un acceso completo y sin trabas a su trabajo. Aun así, muchos documentos originales no estaban catalogados, y podrían haber sido perdidos, robados, censurados o dañados [cita requerida]

## Hoy
El Museo Nikola Tesla está encargado de preservar y mostrar el legado de Nikola Tesla. El actual director es Branimir Jovanović.

### Exhibición
La exhibición permanente se organizó en 1955. Cada cierto tiempo ha habido ciertas modificaciones, pero por muchos años, el concepto básico se ha mantenido. La primera parte es primordialmente una exhibición conmemorativa, la segunda parte es una exhibición interactiva, con modelos en 3D a computadora de las invenciones de Tesla. En ocasiones, el museo organiza exhibiciones temáticas de documentos, fotografías y otros materiales con el fin de mostrar algunos periodos de las invenciones de Tesla durante su vida.

### Reconstrucción
La reconstrucción del Museo de Nikola Tesla empezó el 3 de noviembre de 2006. La primera fase del proyecto estaba programada para ser completada a finales de 2006. El jardín en el techo del museo fue diseñado para ser cubierto por ventanas de cristal, lo que convertiría al techo en una sala de computadoras. Está reconstrucción está completada, y el museo está disponible para su visita.

## Galería

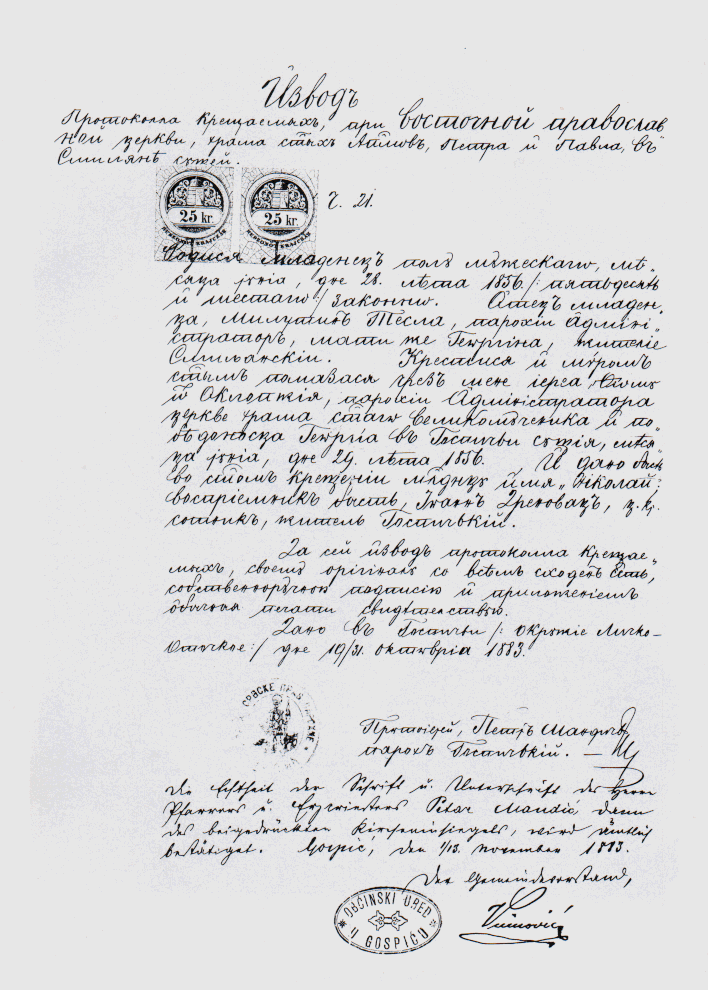
Registro bautismal de Nikola Tesla, 24 de julio de 1856.
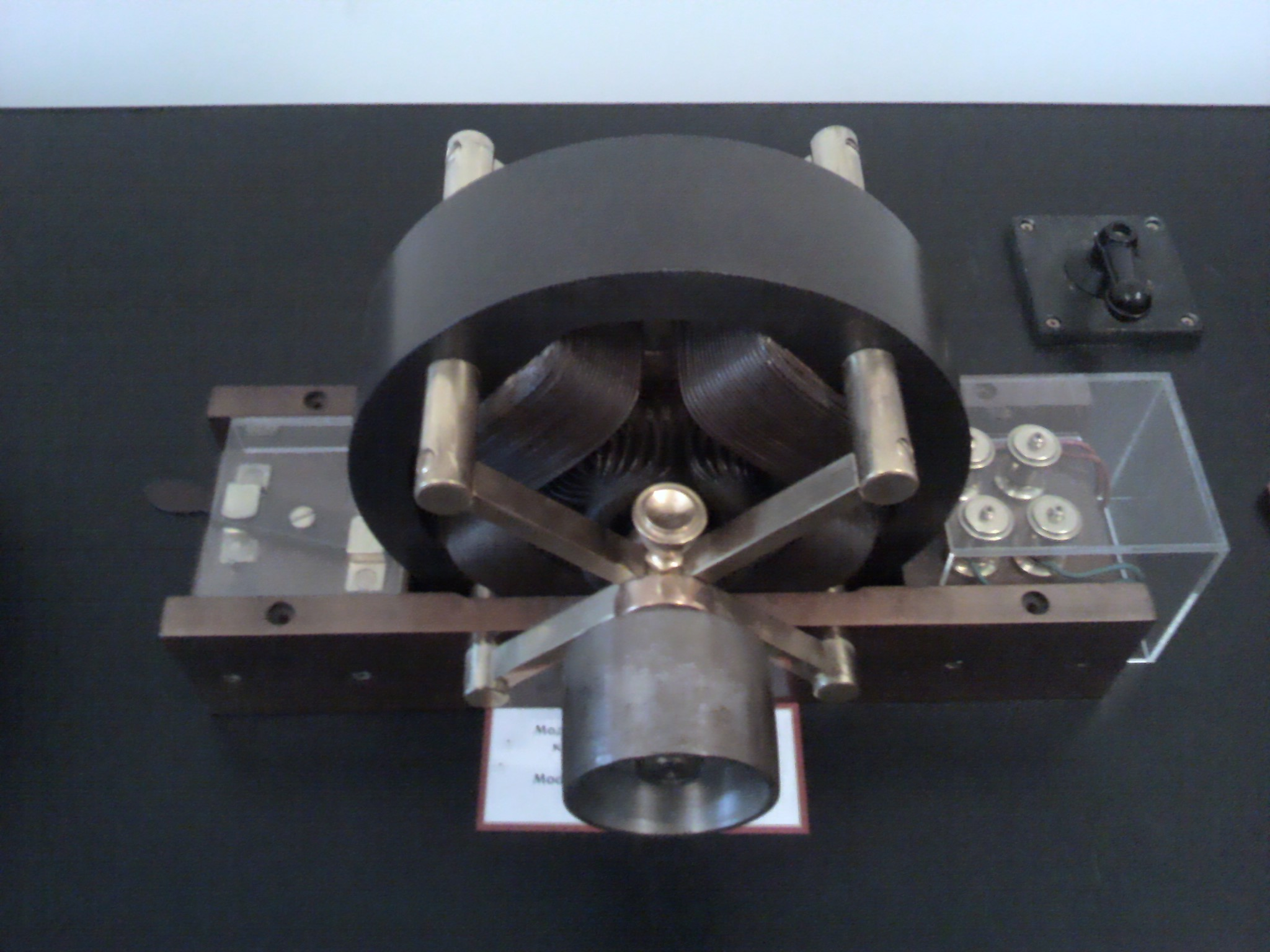
Una copia de las dos fases del motor de inducción de 1887. El motor de inducción original de Tesla de 1887 está en el Imperial College London.
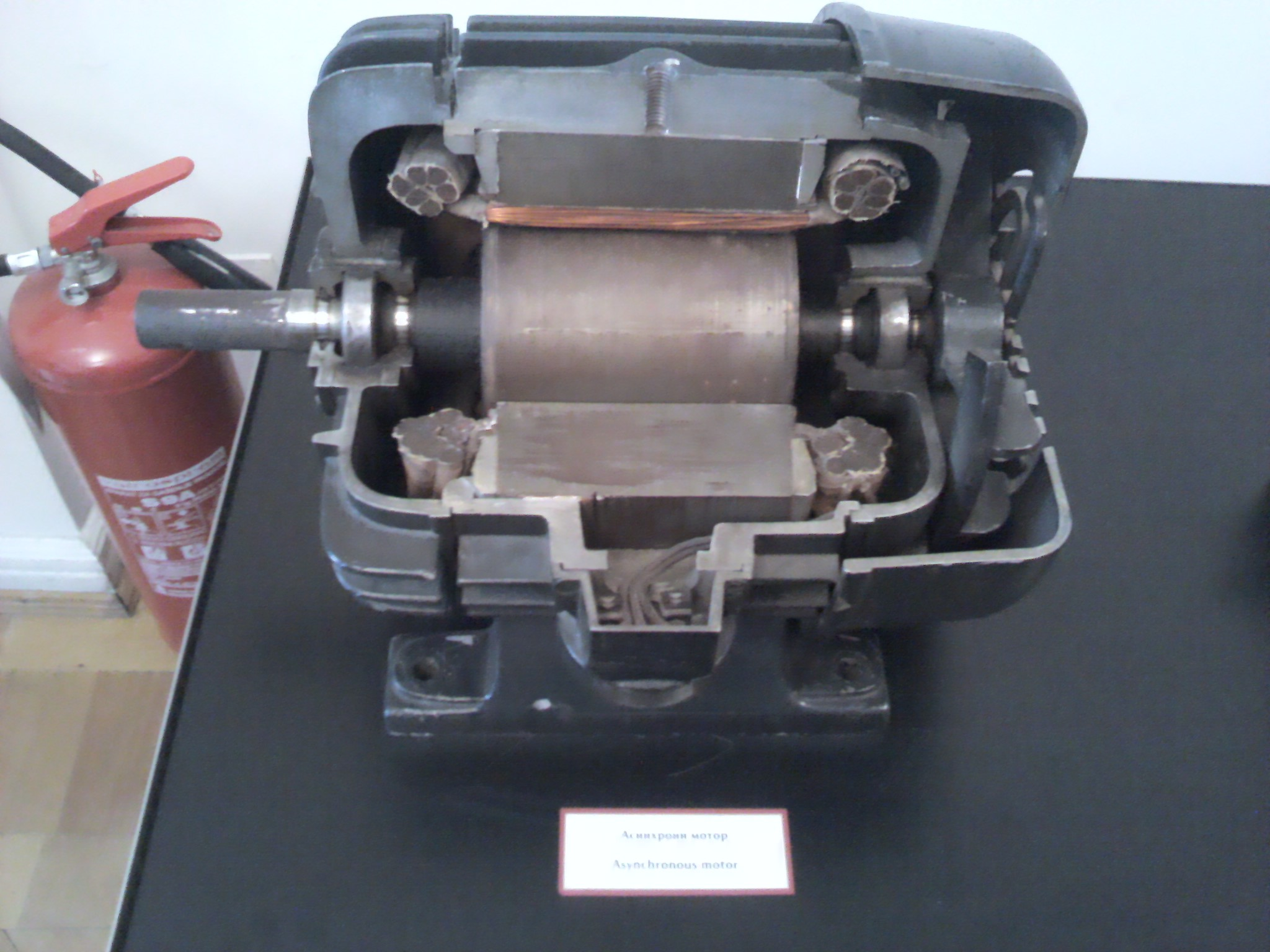
Sección transversal del motor asíncrono construido sobre la base de principios de Tesla.
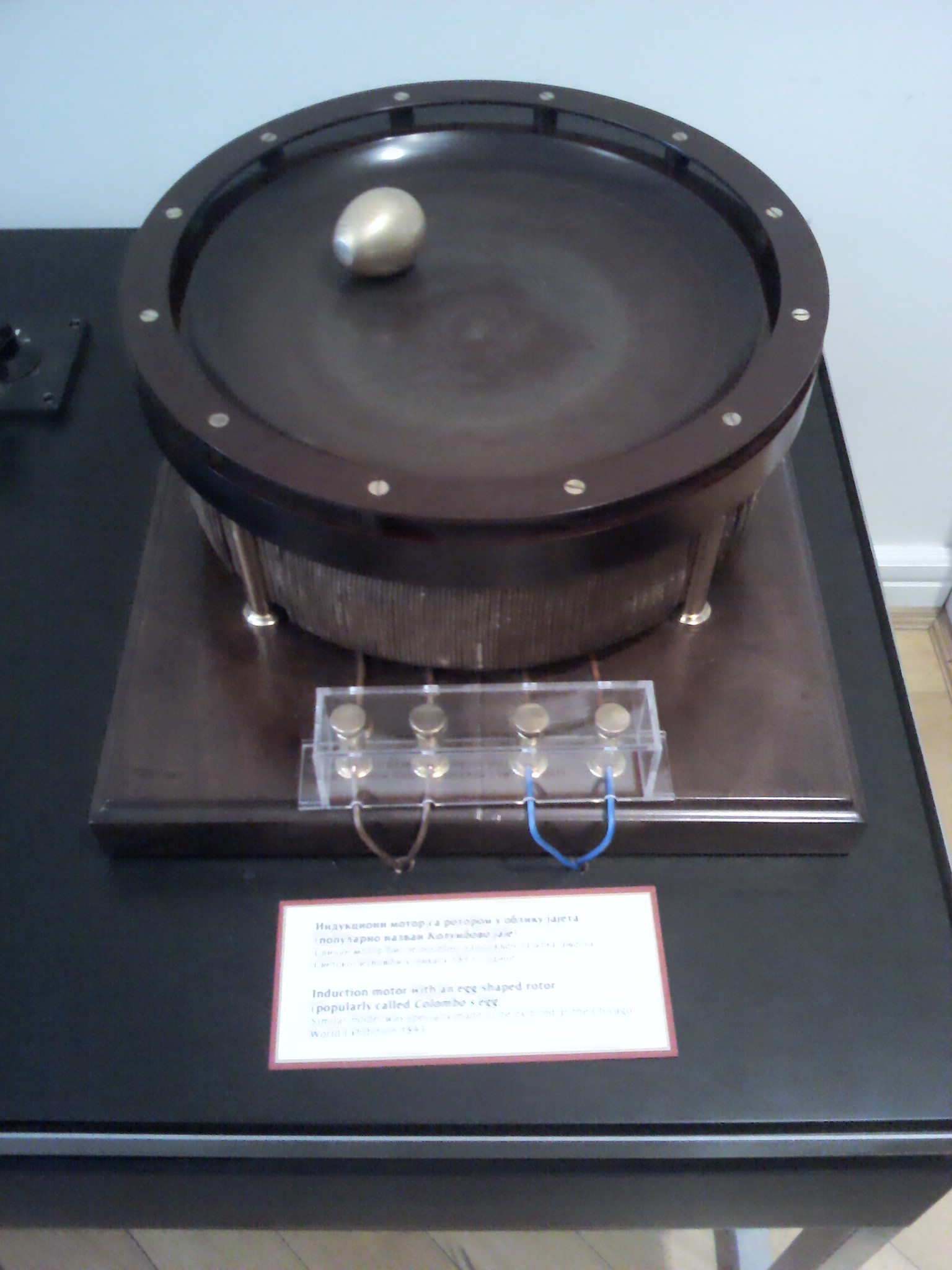
Motor de inducción con rotor en forma de huevo, popularmente llamado Huevo de Colón de Tesla. Mostrado en la Exposición Mundial de Columbia en 1893.
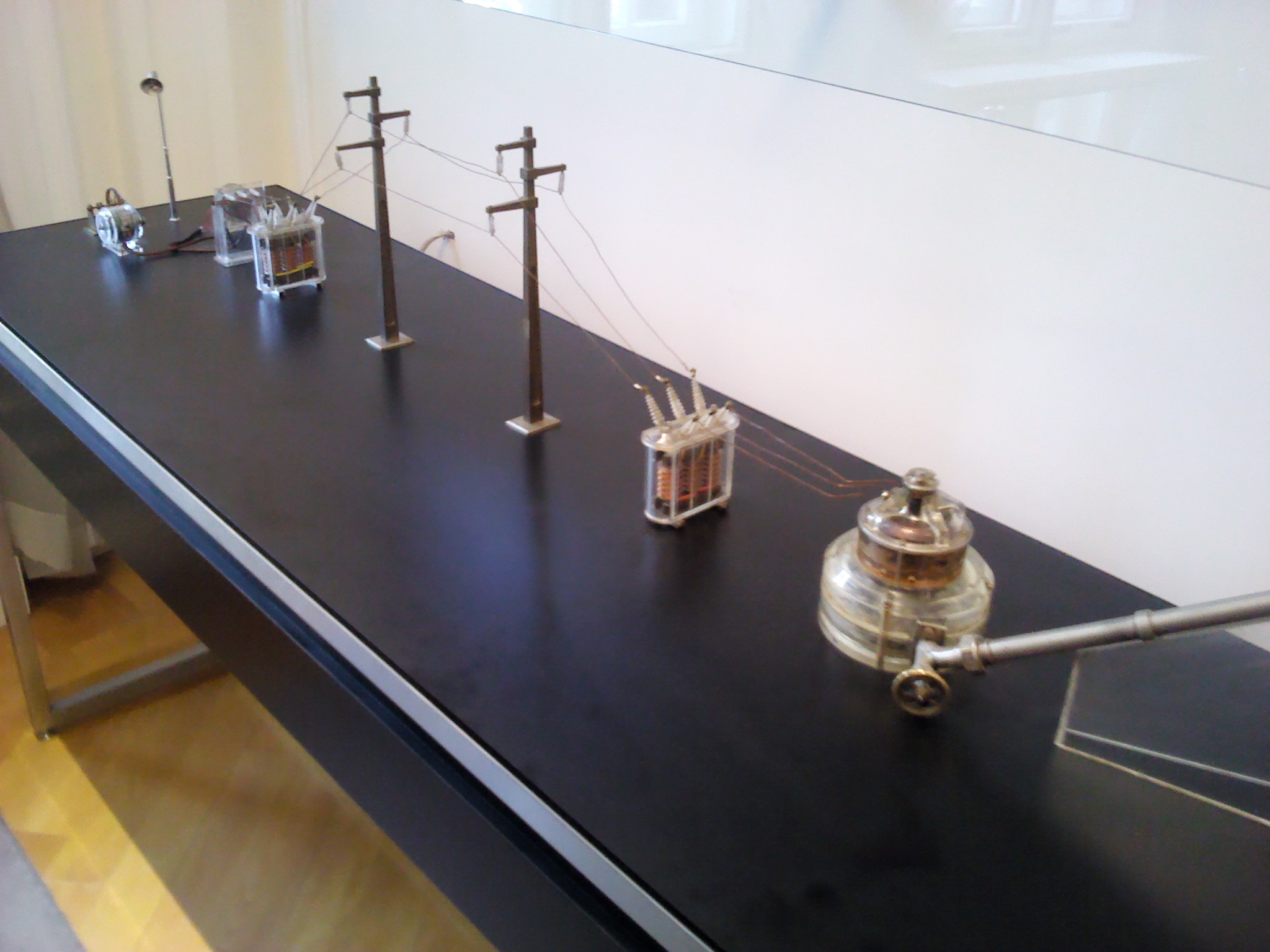
Sistema polifásico. Mostrando un ejemplo de generación, transmisión y utilización de la energía eléctrica.
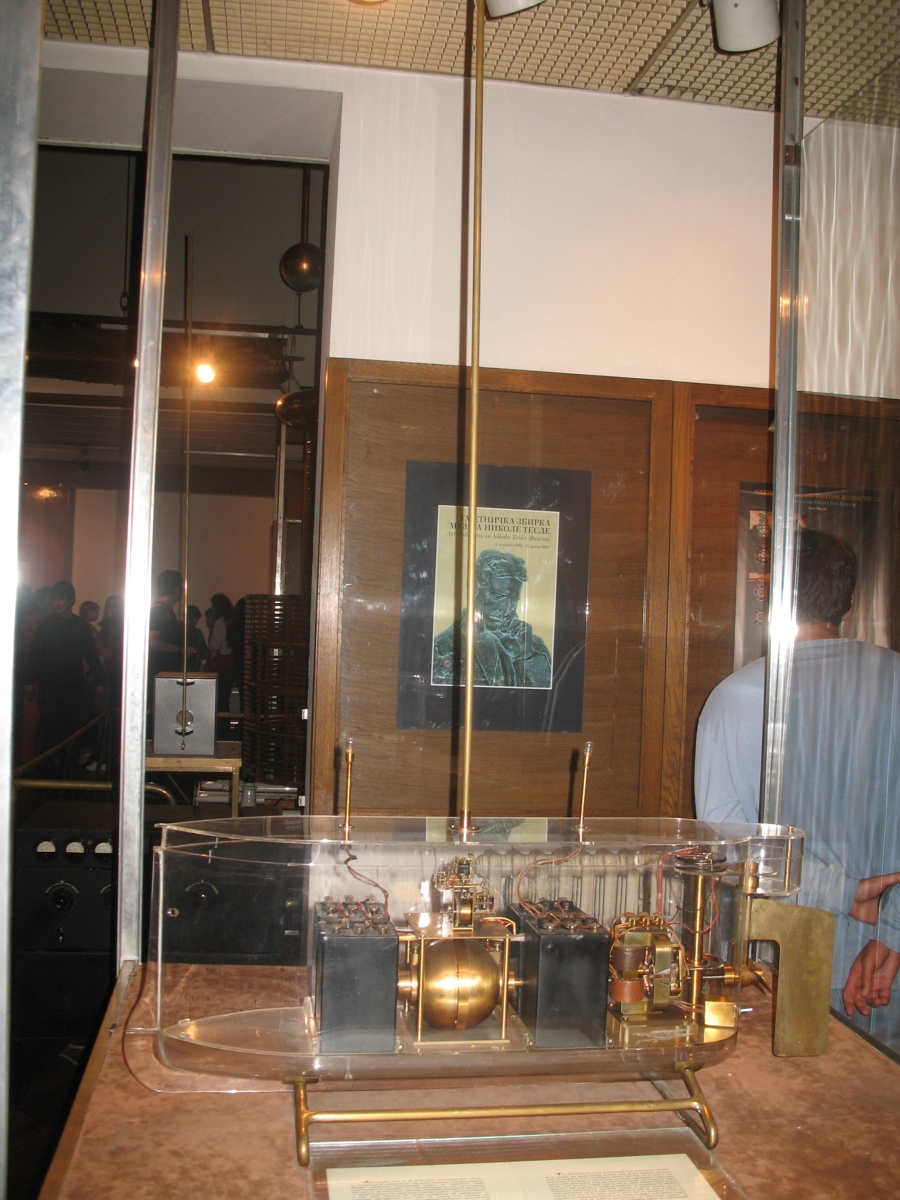
Modelo de un bote operado por control remoto.
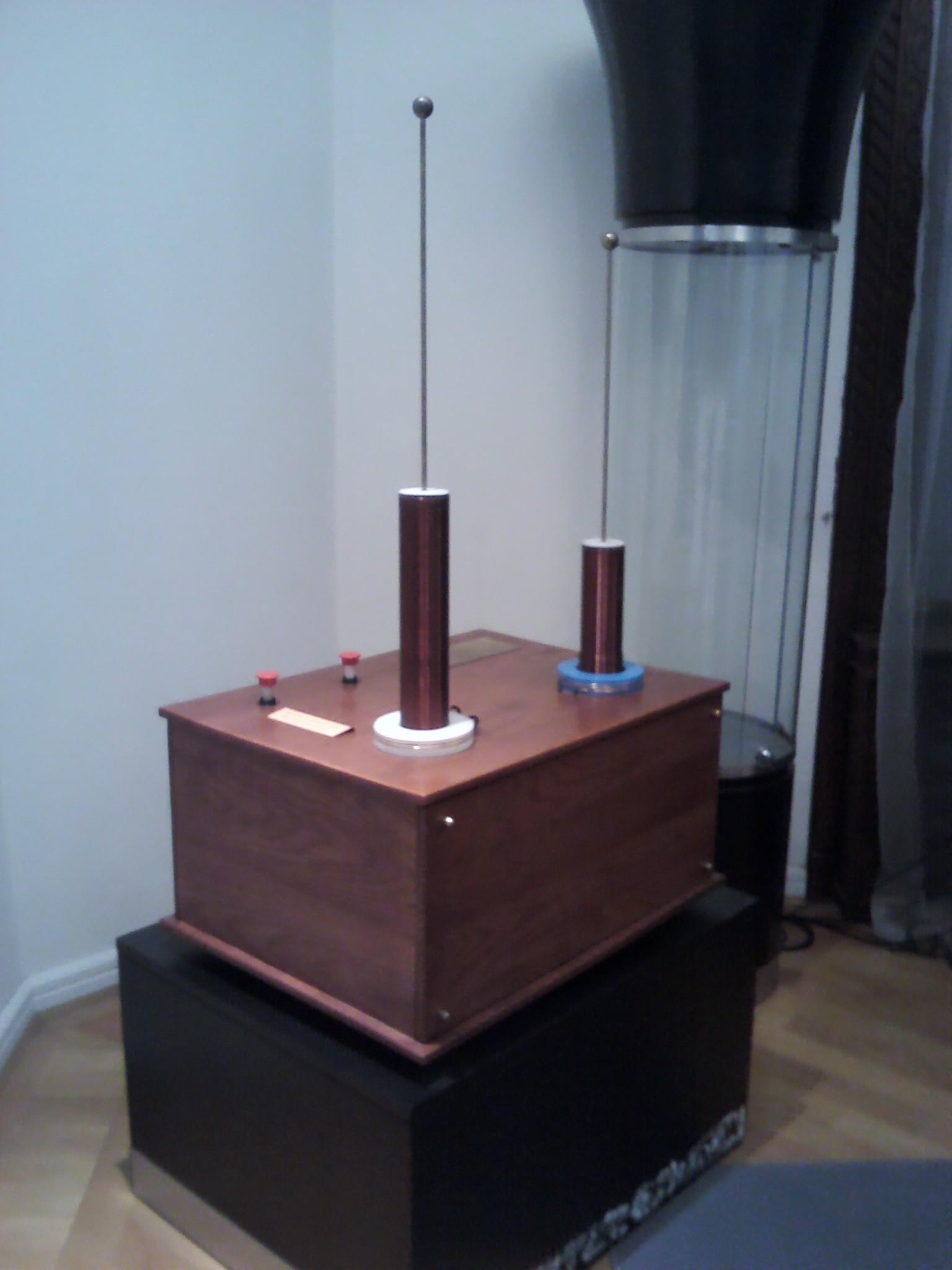
Unidad de telecontrol para un modelo de barco.
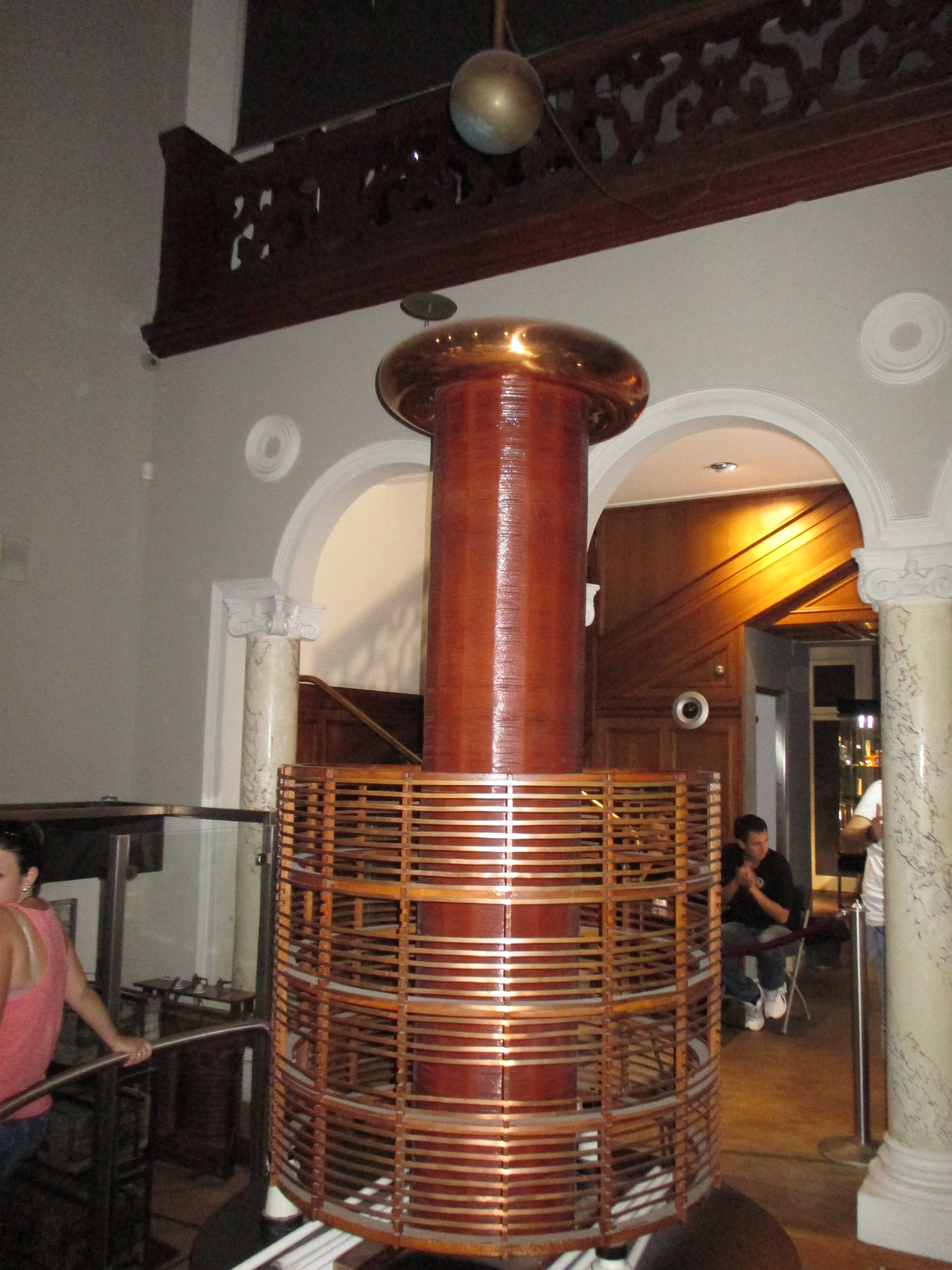
Bobina de Tesla.
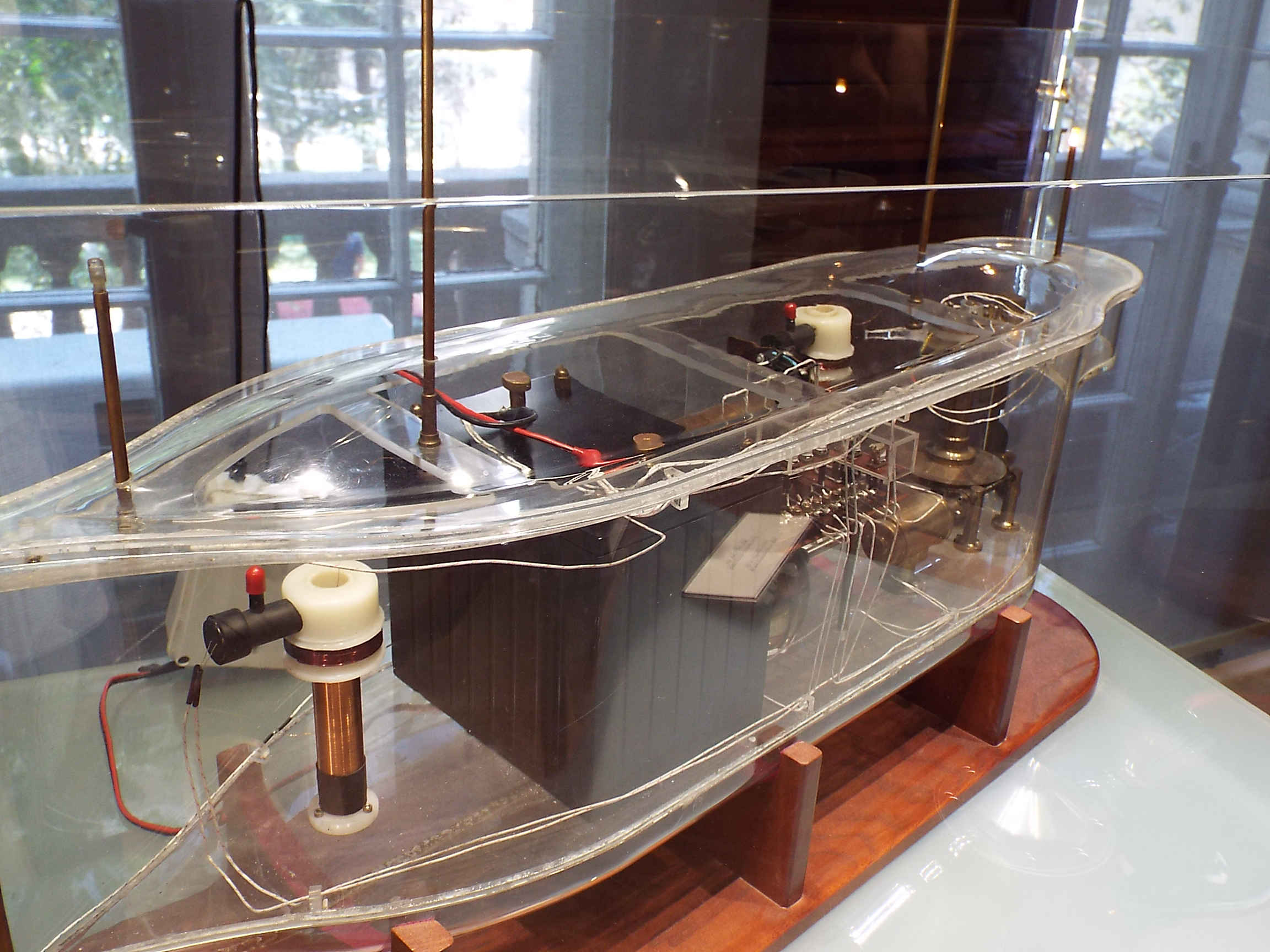
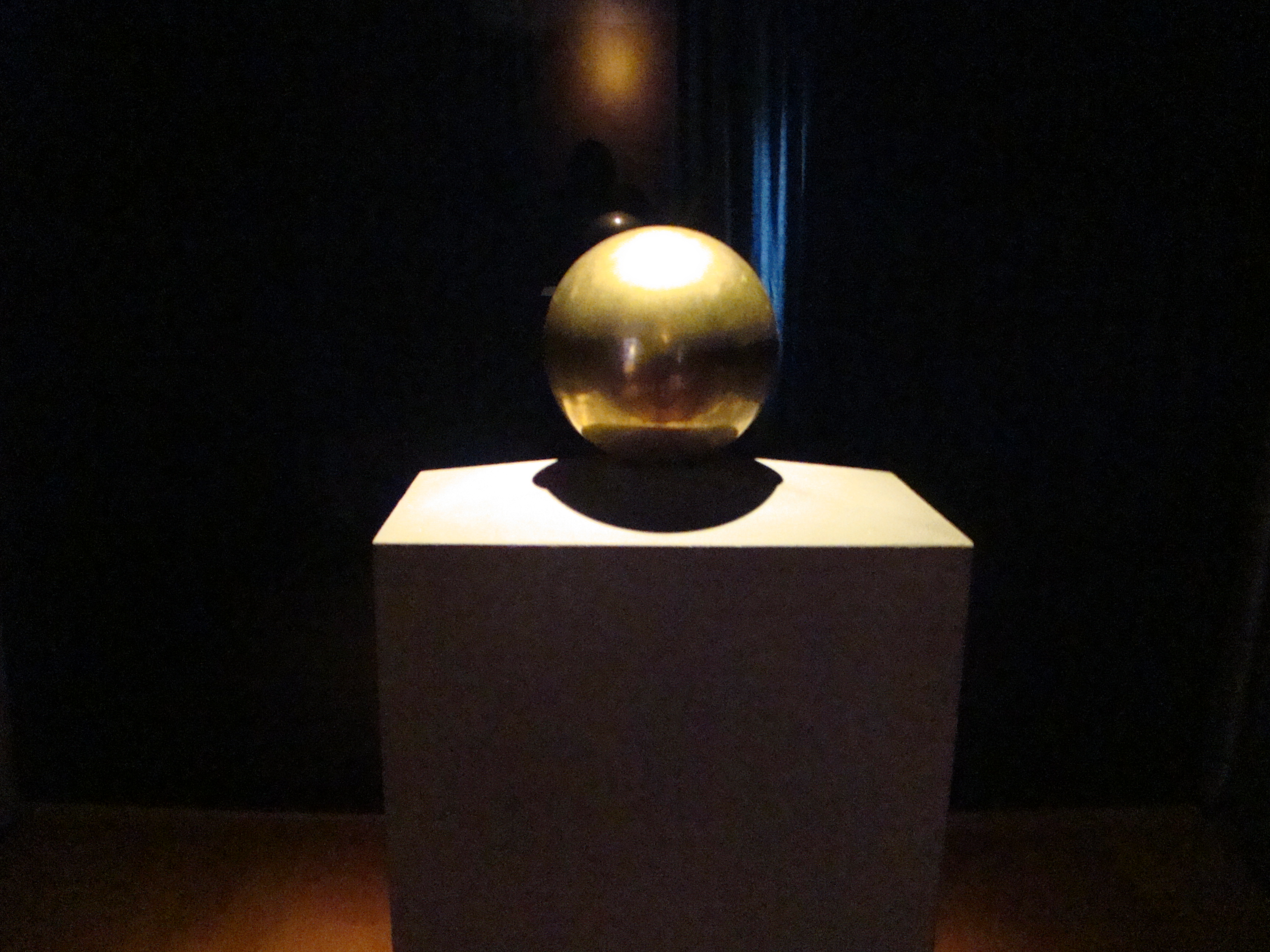
Urna funeraria con las cenizas de Tesla.
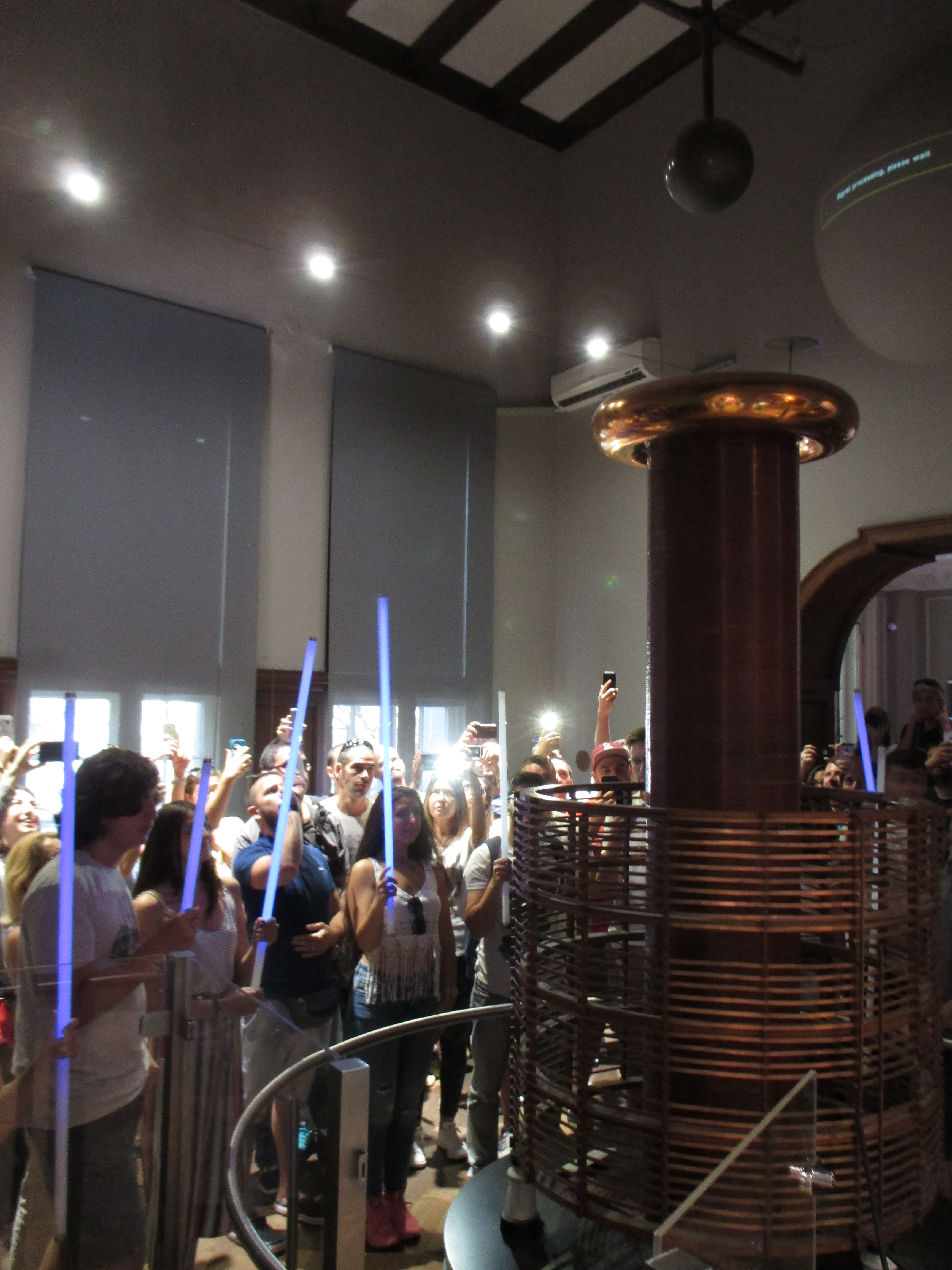
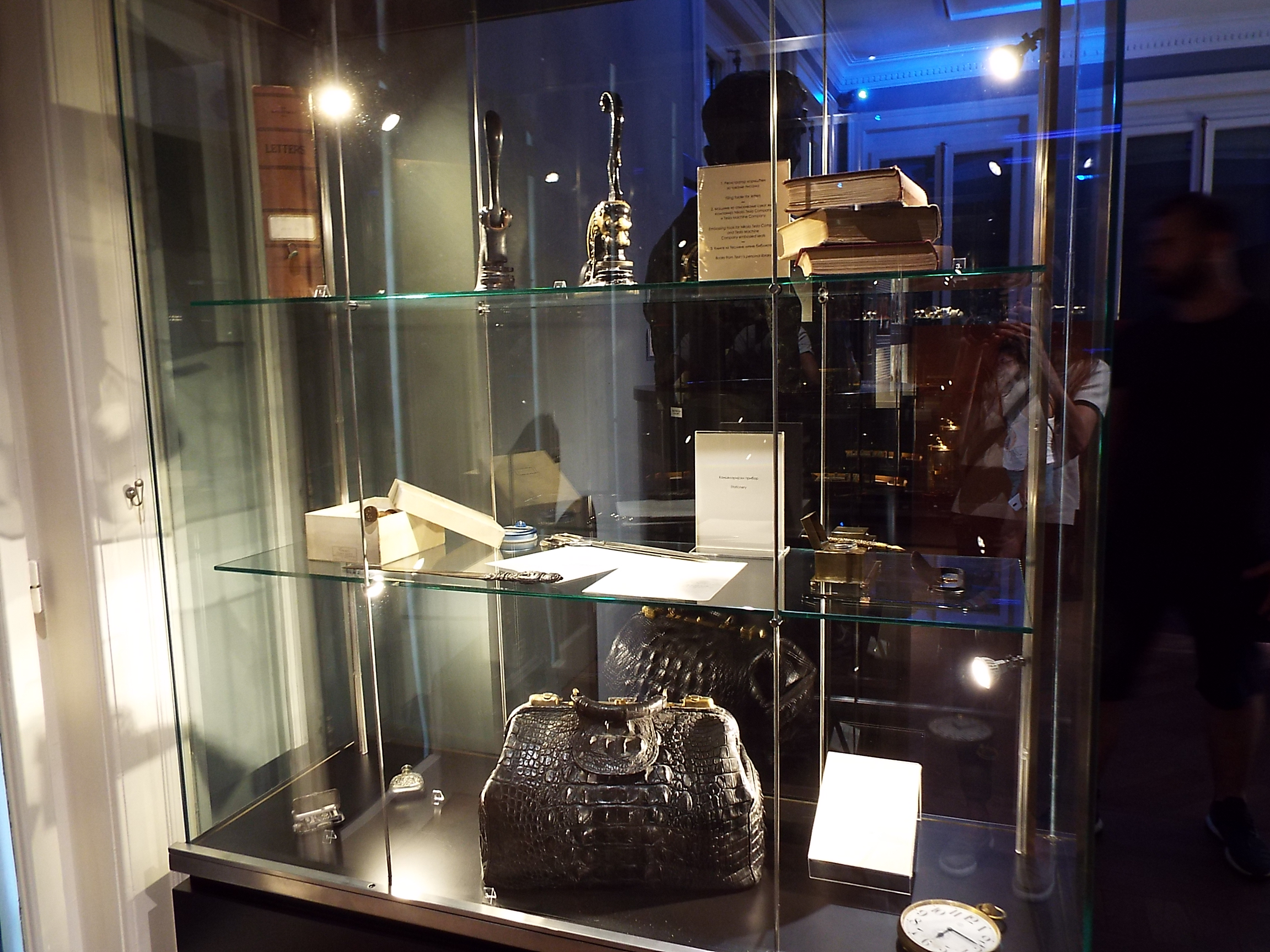
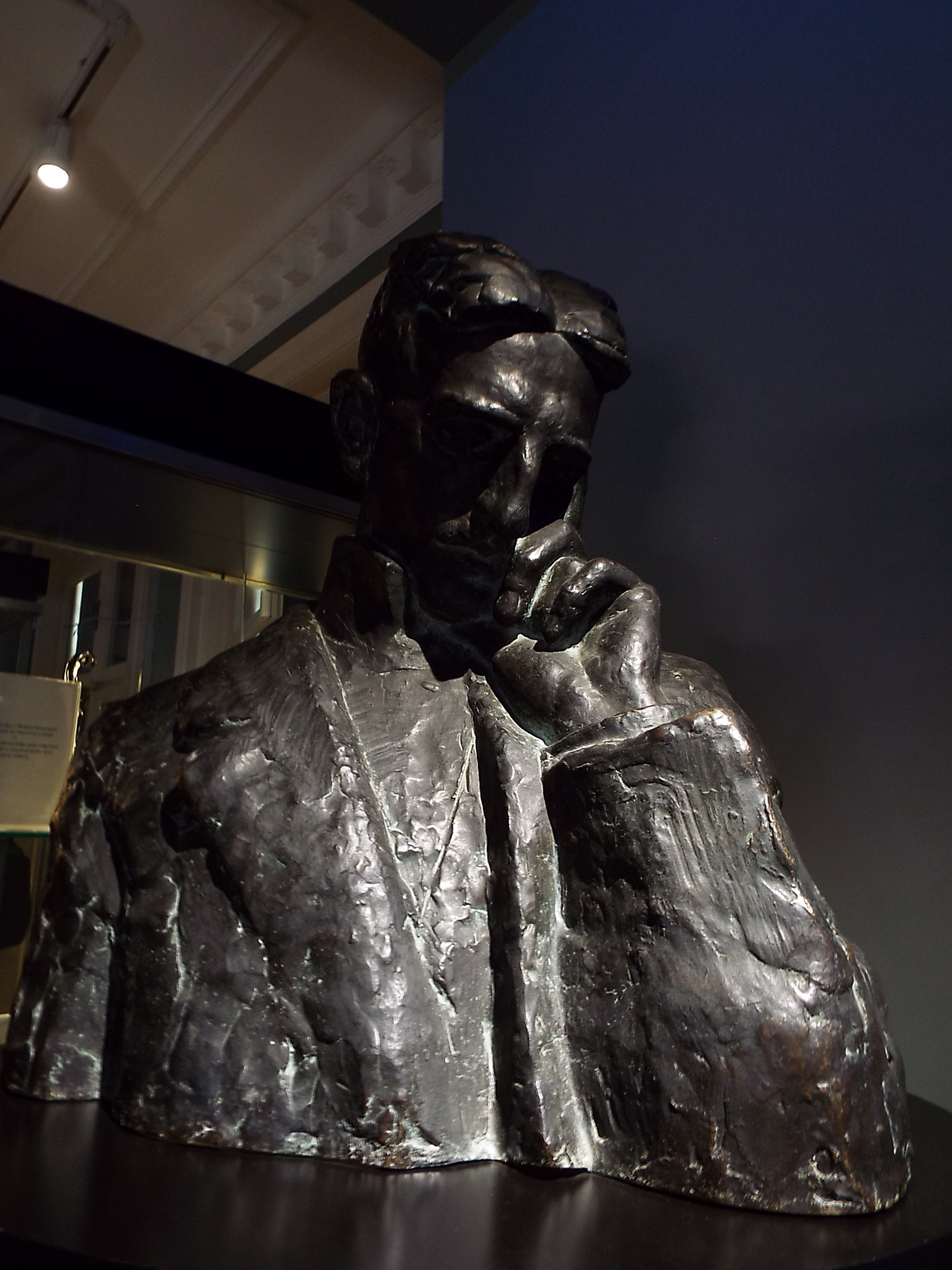
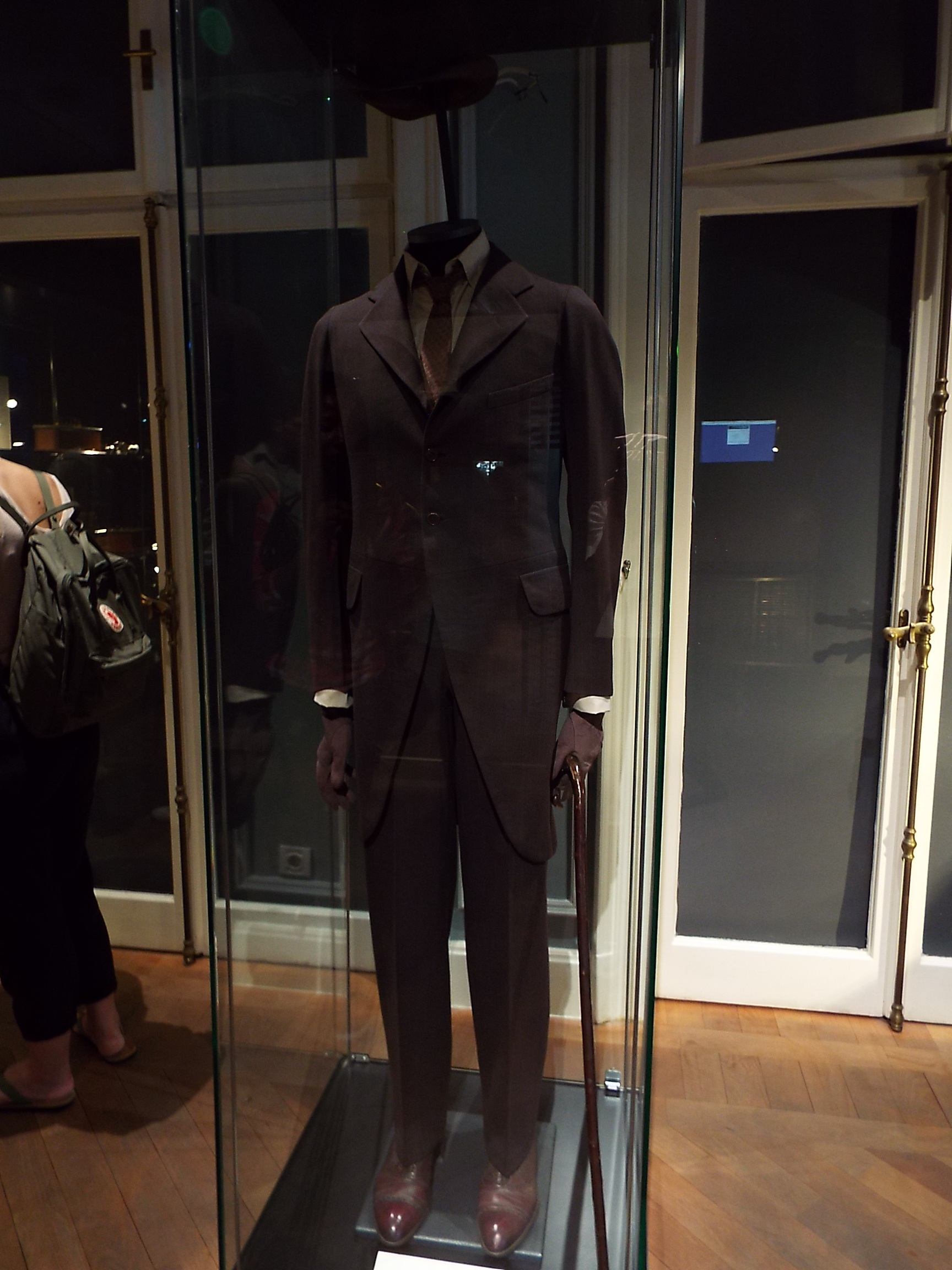